# Blenda (wieś)
Blenda – wieś w Polsce, położona w województwie podlaskim, w powiecie suwalskim, w gminie Przerośl.
Wieś królewska starostwa niegrodowego przeroskiego położona była w końcu XVIII wieku w powiecie grodzieńskim województwa trockiego.
W latach 1954–1957 wieś należała i była siedzibą władz gromady Blenda, po jej zniesieniu w gromadzie Przerośl-Osada. W latach 1975–1998 miejscowość administracyjnie należała do województwa suwalskiego.
Przez miejscowość przepływa rzeka Błędzianka.